# 90's Avenue
90's Avenue är ett band i Kalmar, Sverige som bildades 2007 och deltog i Dansbandskampen 2009. Samma år gav de ut singeln "Sagor utan lyckliga slut", och låg sedan, tillsammans med Stage 4 You-kören, på den svenska singellistan med julsingeln "Christmas on Stage".

## Dansbandskampen 2009
Senhösten 2009 deltog bandet i Dansbandskampen, men menade sig inte spela traditionell dansbandsmusik. Bandnamnet kommer av att bandets musik är rotad i 1990-talets musik.
Vid andra deltävlingen, den 31 oktober, spelade bandet Sista andetaget, men föll varken i smak hos juryns eller tittarnas röster.